# Kōbe Luminarie
Kōbe Luminarie (jap. 神戸ルミナリエ, Kōbe Ruminarie, von italienisch für „Lichterketten“) ist ein Lichterfest in Kōbe, Japan.
Es wird seit 1995 in jedem Dezember veranstaltet. Mit dem Kōbe Luminarie soll regelmäßig an das Erdbeben von Kōbe 1995 erinnert und um die Opfer getrauert werden. Inzwischen ist es zu einer winterlichen Tradition geworden. Die Beleuchtung wird vom italienischen Künstler Valerio Festi und dem Japaner Hirokazu Imaoka arrangiert. Die Lichter werden über etwa zwei Wochen jeden Abend für ein paar Stunden eingeschaltet. Etwa vier Millionen Menschen kommen jedes Jahr nach Kōbe, um sich dieses Schauspiel anzusehen.
Von 1999 bis 2005 veranstalteten beide Personen ein Schwesterfest namens Tōkyō Milenario (東京ミレナリオ, Tōkyō Mirenario) in Marunouchi, Chiyoda, Tokio.